# 盖尔登
盖尔登（德語：Geldern，發音：[ˈɡɛldɐn] ⓘ）是德国北莱茵-威斯特法伦州杜塞尔多夫行政区克莱沃县的城市，与荷兰接壤，面积96.97平方千米，2023年12月31日人口为34,604人。盖尔登是历史上盖尔登公国的发源地和首都。